# Anabolia soror
Anabolia soror är en nattsländeart som beskrevs av Mclachlan 1875. Anabolia soror ingår i släktet Anabolia och familjen husmasknattsländor. Utöver nominatformen finns också underarten A. s. brachyptera.